# I Gotta Know
〈I Gotta Know〉는 1959년 9월 클리프 리처드가 녹음하고 1960년 4월 4일 엘비스 프레슬리가 녹음한 노래다. 폴 에반스가 작곡하고 맷 윌리엄스가 작사했다. 내슈빌 사운드의 개척자 빌 포터가 엔지니어링에 임했다.
〈Are You Lonesome Tonight?〉의 싱글 B면에 취입되었지만, 차트에서 14위까지 비약했다. 동 싱글은 1960년 가장 많이 팔린 싱글 가운데 하나로 자리매김했다. 11월 28일부터 6주간 빌보드 팝 차트 1위를 점령한 한편 R&B 차트에서는 3위에 안착되었다. 〈I Gotta Know〉는 G 메이저의 사랑 노래로, "순한 로커"로 표현된다. G, C, D7 화성진행을 채용한 두왑 및 리듬 앤 블루스로 형용할 수도 있다.
1960년 12월 19일 《빌보드》가 편찬하고 금년 내슈빌의 RCA 빅터 스튜디오가 제작한 히트곡이 수록된 "1960년의 RCA 빅터 차트메이커"에 실렸다.